# Sander van Gessel
Sander van Gessel (sinh ngày 4 tháng 11 năm 1976) là một cầu thủ bóng đá người Hà Lan.

## Sự nghiệp câu lạc bộ
Sander van Gessel đã từng chơi cho JEF United Chiba.

## Thống kê câu lạc bộ

### J.League
| Đội              | Năm       | J.League | J.League | J.League Cup | J.League Cup | Tổng cộng | Tổng cộng |
| Đội              | Năm       | Trận     | Bàn      | Trận         | Bàn          | Trận      | Bàn       |
| ---------------- | --------- | -------- | -------- | ------------ | ------------ | --------- | --------- |
| JEF United Chiba | 2011      | 24       | 2        | -            | -            | 24        | 2         |
| Tổng cộng        | Tổng cộng | 24       | 2        | 0            | 0            | 24        | 2         |